# 下池沙知
下池 沙知（しもいけ さち、1985年1月8日 - ）は、日本の女優。文学座に所属。高知県出身。

## 出演作品

### 舞台
2008年
- 初舞台『トムは真夜中の庭で』（本公演）日生劇場

2009年
- 『かぐや姫』（本公演）日生劇場
- 『崩れたバランス』（アトリエ）

2010年
- 『海港』(演劇集団STAMP）東京芸術劇場小ホール2
- 『カラムとセフィーの物語』（アトリエ）

2013年
- 『13700000000』ギャラリールデコ
- 『Glitch』文学座新モリヤビル1階

2025年
- 『野良豚 Wild Boar』（アトリエ）[2]

### テレビ
- 鬼龍院花子の生涯

### 劇場版アニメ
- コクリコ坂から

### テレビアニメ
- 銀魂

### 吹き替え
- ボルジア家 愛と欲望の教皇一族（ルクレツィア・ボルジア）

### ラジオドラマ
- LET IT PON!〜それでええんよ〜（看護師）
- やけっぱちのマリア
- 婚礼、葬礼、その他

### WEB
- 花キューピット